# Semiothisa semicolor
Semiothisa semicolor là một loài bướm đêm trong họ Geometridae.